# Six Gallery Reading
Six Gallery Reading (także: Gallery Six Reading lub Six Angels in the Same Performance) to określenie wieczoru poetyckiego, który odbył się w Galerii Six w San Francisco 7 października 1955 r. Była to pierwsza publiczna manifestacja ruchu beatników, która przyczyniła się do wybuchu literackiej rewolucji znanej jako San Francisco Renaissance.
Podczas wieczoru zaprezentowało swoje wiersze pięciu młodych poetów: Allen Ginsberg, Philip Lamantia, Michael McClure, Gary Snyder, Philip Whalen, znanych dotychczas jedynie w wąskim kręgu, np. przez krytyka literackiego Lionela Trillinga czy poetę Williama Carlosa Williamsa. Konferansjerem był Kenneth Rexroth, poeta starszego pokolenia, będący literackim mentorem młodych twórców. Podczas Six Gallery Reading miał miejsce debiut Allena Ginsberga, który odczytał swój wiersz Skowyt. Natomiast Gary Snyder zaprezentował poemat Uczta Jagodowa. Wydarzenie zostało opisane w powieści Włóczędzy Dharmy Jacka Kerouaca, który zachęcał poetów okrzykami "Jazda! Jazda!".